# Corneliu Teodorini
Corneliu Teodorini (18 de setembro de 1893 — 1976) foi um major-general da Romênia da segunda guerra mundial.

## Honrarias
- Cruz de Ferro (1939)
  - 2ª classe (novembro de 1941)
  - 1ª classe (11 de fevereiro de 1943)
- Ordem de Miguel, o Valente
- Cruz de cavaleiro da cruz de ferro com folhas de carvalho
  - Cruz de cavaleiro (27 de agosto de 1943)
  - Folhas de carvalho (8 de dezembro de 1943)